# Nano (kryptowaluta)
Nano (XNO, dawniej NANO), dawniej RaiBlocks (XRB) – sieć peer-to-peer oraz kryptowaluta. Jest to zdecentralizowana, otwartoźródłowa kryptowaluta oparta na architekturze skierowanego grafu acyklicznego (DAG), oraz wydana na Licencji FreeBSD. Działa bez pośredników, wykorzystując rozproszony rejestr ze strukturą danych blok-krata.
Nano zostało uruchomione w październiku 2015 r. przez Colina LeMahieu w celu rozwiązania problemów związanych z ograniczeniami skalowalności technologii blockchain, które mogą skutkować restrykcyjnymi opłatami i zwiększonymi czasami potwierdzania transakcji pod obciążeniem.
Nano posiada bezprowizyjne transakcje, które przeważnie otrzymują pełne potwierdzenie poniżej jednej sekundy.

## Historia
Prace nad Nano rozpoczęły się w 2014 roku, zapoczątkowane przez Colina LeMahieu, pod oryginalną nazwą RaiBlocks. W dniu 31 stycznia 2018 roku, RaiBlocks zostało przemianowane na Nano.
9 lutego 2018 roku, włoska giełda kryptowalut BitGrail ogłosiła zamknięcie po włamaniu. Wystąpiły nierozliczone straty w wysokości 17 milionów Nano z
portfeli należących do giełdy, uniemożliwiając użytkownikom dostęp do ich walut trzymanych na platformie. Ofiary starały się o odszkodowanie za pośrednictwem włoskiego systemu sądowego i przy wsparciu Nano Foundation, wszczęły pozew zbiorowy przeciwko właścicielowi BitGrail – Francesco Firano. W styczniu 2019 roku Sąd we Florencji uznał Firano odpowiedzialnym za straty po odkryciu, że giełda nie wdrożyła żadnych znaczących zabezpieczeń w celu zapewnienia bezpieczeństwa środków swoich klientów i nie zgłosiła strat już w lipcu 2017 roku.

## Model
Nano wykorzystuje strukturę danych blok-krata, gdzie każde konto posiada własny blockchain. Jest to pierwsza kryptowaluta stworzona na podstawie skierowanego grafu acyklicznego (DAG), gdzie "blok" to tylko jedna transakcja, a każda transakcja zawiera bieżące saldo konta.
Konsensus jest osiągany za pomocą algorytmu podobnego do proof of stake o nazwie "Open Representative Voting" (ORV). W tym systemie waga głosów jest rozdzielana na konta na podstawie ilości NANO, które posiadają: konta następnie swobodnie delegują wagi głosu do wybranego przez siebie węzła. W przypadku, gdy dwie sprzeczne transakcje zostaną ogłoszone do sieci (jak w przypadku próby podwójnego wydania), węzły głosują na jedną z nich oraz rozgłaszają swój głos do innych węzłów. Pierwsza transakcja, która osiągnie 51% ogólnej wagi głosów zostaje potwierdzona, a druga zostaje odrzucona.
Taka architektura pozwala Nano działać bez bezpośrednich zachęt finansowych dla użytkowników lub walidatorów. Ponieważ niektóre podmioty korzystają z sieci pośrednio (giełdy kryptowalut poprzez opłaty handlowe, akceptanci unikający opłat związanych z firmami obsługującymi karty kredytowe itp.), istnieje zainteresowanie utrzymaniem jej w dobrym stanie i zdecentralizowanej poprzez prowadzenie węzła. Ponieważ nie ma bezpośredniej zachęty do gromadzenia wagi głosów, pomaga to również uniknąć tendencji do centralizacji nieodłącznie związanych z ekonomią skali, tak jak w przypadku architektur proof of work oraz proof of stake.